# Affare Nazino

Mappa dell'area circostante Nazino.

L'affare Nazino è un esperimento sociale di sopravvivenza effettuato dalle autorità sovietiche nel 1933 presso l'isola di Nazino (una striscia di terra situata presso la confluenza tra l'Ob' e la Nazina), a circa 800 km a nord di Tomsk, nel distretto Aleksandrovskij dell'oblast' di Tomsk e coinvolgente all'incirca tredicimila persone o secondo altre fonti seimila, delle quali quattromila perirono nell'estate del 1933 per la fame o per il cannibalismo dei conviventi. Ai fini del progetto vennero deportati diverse migliaia di soggetti rientranti in una categoria definita da "elementi declassati e socialmente nocivi" da parte delle autorità competenti. I soggetti vennero deportati in lande desolate della Siberia, come Nazino, allo scopo di verificarne l'attendibilità nei rapporti sociali, e al contempo realizzare colonie di popolamento.
Un rapporto dell'esperimento fu relazionato ed inviato da Vasilij Arsen'evič Veličko a Iosif Stalin, per poi essere distribuito ai membri del Politburo da Lazar' Kaganovič. In seguito, fu messo sotto chiave e custodito negli archivi di Novosibirsk. Secondo quanto elencato, alla fine del maggio 1933 nell'isola erano presenti 6.114 soggetti provenienti per lo più da Mosca e Leningrado e trasportati nella regione con la linea ferroviaria per Tomsk e infine nell'isola attraverso una chiatta fluviale. Durante il trasporto su fiume, 27 persone morirono e altre 295 decedettero a causa delle estreme condizioni meteorologiche (neve e vento forte) che pervasero l'isola la notte dell'arrivo. A peggiorare ulteriormente la situazione, nei quattro giorni successivi allo sbarco non vi fu alcuna distribuzione di viveri.
Negli anni seguenti, Nazino divenne nota nell'URSS come l'isola dei cannibali o Ostrov ljudoedov, a causa degli episodi di cannibalismo avvenuti tra i deportati nell'isola, in assenza di cibo, viveri e mezzi di sussistenza, lasciati soli dalle autorità dal giorno stesso dello sbarco.
La vicenda e le fasi dell'intera operazione vennero rese note all'opinione pubblica internazionale dopo la dissoluzione del regime sovietico e l'apertura degli archivi governativi degli anni '90. Il materiale storico reperito da studiosi e storici fu in seguito usato per raccontare e capire meglio l'esperimento e i suoi effetti. Nicolas Werth usò i documenti per scrivere L'isola dei cannibali, un libro-inchiesta incentrato sia sull'affare Nazino che su altri simili esperimenti attuati dal governo sovietico nel corso degli anni. Una volta alla ribalta, oltre che causare sconcerto, riportò all'attenzione della storiografia la questione comunismo e cannibalismo.

## Il progetto
Nel febbraio 1933, Genrich Grigor'evič Jagoda, capo della OGPU, la polizia segreta sovietica, e Matvej Berman, responsabile dei Gulag, presentarono a Stalin il "grandioso progetto" che avrebbe previsto la ricollocazione forzata in Siberia e Kazakistan di circa due milioni di persone. I coloni avrebbero garantito all'Unione Sovietica la messa in produzione di un milione di ettari di terra vergine, costituendo comunità auto-sufficienti nel giro di circa due anni. I "candidati" alla deportazione, ridotti al numero di un milione dai calcoli definitivi dell'aprile 1933, erano contadini, kulaki, soggetti urbani socialmente sgraditi delle città russe occidentali e criminali. Il reclutamento, come nelle altre occasioni, sarebbe stato favorito dal sistema dei passaporti sovietici.
Il progetto Jagoda-Berman nasceva sotto i migliori auspici teorici, forte del buon esito degli insediamenti forzati in Unione Sovietica attuati nel triennio precedente a spese di 2 milioni di deportati kulaki. Si collocava però in un momento particolarmente difficile per il paese. La carestia sovietica del 1932-1933, aggravata secondo alcuni dalla collettivizzazione e dallo sterminio dei kulaki, storica classe di proprietari agricoli del vecchio impero russo, aveva pesantemente minato l'effettiva capacità del governo di Mosca di fornire adeguato supporto logistico all'iniziativa. Nel maggio del 1933 Stalin ritirò l'autorizzazione a procedere ma ormai era troppo tardi: i deportati erano già stati trasferiti.

## Deportazione
Il piano Jagoda-Berman aveva previsto il transito dei deportati secondo la rotta Tomsk-Omsk-Ačinsk. Il campo d'internamento più grosso era quello di Tomsk, a quel tempo in ricostruzione e destinato ad ospitare 15.000 prigionieri entro il 1º maggio. Da Tomsk, la destinazione ultima sarebbe stata raggiunta superando i fiumi Ob' e Tom', bloccati causa ghiaccio sino alla fine di maggio.
In aprile, 25.000 deportati, per lo più kulaki, contadini e cittadini della Russia meridionale "malati ed affamati", erano già stati scaricati dai treni alla stazione di Tomsk. Due convogli, uno da Leningrado ed uno da Mosca, partirono per Tomsk rispettivamente il 29 ed il 30 aprile, arrivando simultaneamente il 10 maggio. Durante il viaggio, la razione giornaliera di cibo per i deportati era stata 300 grammi di pane. I gruppi di criminali mescolati ai deportati politici ed ai contadini avevano sistematicamente sfruttato i compagni di viaggio strappando loro cibo e vestiti. Sapendosi incapaci di gestire una simile mole di "pericolosi deportati", le autorità di Tomsk li relegarono nel sito di lavoro più isolato. Il 3 maggio, i deportati protestarono il loro bisogno di acqua potabile e vennero riforniti da truppe a cavallo. Il 5 maggio le autorità della Komandatura Aleksandro-Vachovskaja, nominalmente a capo del campo di lavoro, vennero informate della presenza dei deportati. Si trattò comunque di una precisazione inutile, dato che la komandatura, non usa a gestire deportati per colonizzazioni forzate, non aveva di che sfamarli o vestirli.
Il 14 maggio, 5.000 coloni privi di attrezzature e vestiario, vennero caricati su quattro chiatte fluviali da trasporto legname con una razione giornaliera di 200 grammi di pane. Un terzo dei soggetti erano criminali, disgiunti dal grosso del convoglio, deportati per "decongestionare i prigionieri". Oltre 2.000 erano cittadini declassati di Mosca e Leningrado. Il servizio di sorveglianza ai prigionieri era garantito da due comandanti e cinquanta guardie di fresca leva, armate di fucili ma prive di scarpe ed uniformi. Completavano il carico venti tonnellate di farina destinate a sfamare la colonia per i primi giorni di attività, ad una media di quattro chilogrammi di farina per deportato.
La destinazione ultima del viaggio era l'isola di Nazino, una striscia di terra lunga 3 chilometri e larga 600 metri nel punto più ampio, presso la confluenza tra l'Ob' e la Nazina.

## Vivere e morire a Nazino
Le chiatte scaricarono i 6.000 deportati sull'isola di Nazino il 18 maggio: in totale 322 donne, 4556 uomini e 27 cadaveri. Un terzo dei coloni erano troppo deboli per reggersi in piedi, al momento dell'arrivo. Il 27 maggio, altri 1200 deportati si unirono al primo gruppo.
Non appena le venti tonnellate di farina destinate ai deportati vennero scaricate sull'isola (22 maggio), scoppiarono delle risse furibonde, sedate a colpi di fucile dalle guardie. Il carico alimentare venne spostato sulla spiaggia opposta al sito di sbarco dei detenuti e la distribuzione delle derrate venne fissata per la mattina successiva, durante la quale, però, tornarono a scoppiare delle risse sedate con una recrudescenza delle esecuzioni sommarie. Onde completare il lavoro, i guardiani stabilirono un approvvigionamento tramite brigadieri, con un brigadiere incaricato di ritirare la farina per tutta la sua brigata di 150 persone. La maggior parte dei brigadieri era costituita però da criminali che abusarono della loro condizione. Privi di forni per cuocere il pane, i deportati si ingozzarono con la farina mescolata con acqua del fiume, scatenando così un'epidemia di dissenteria.
Alcuni dei deportati tentarono di fuggire dall'isola con delle zattere, ma molte di queste affondarono ed i corpi degli affogati vennero ributtati dalle acque sull'isola. Per parte loro, le guardie diedero la caccia ad ogni sospetto fuggiasco con foga venatoria. I pochi che riuscirono a fuggire vennero comunque dati per morti: le proibitive condizioni di vita nella taiga circostante e la totale mancanza di insediamenti umani al di fuori di Tomsk furono ritenute giustificazioni sufficienti.
Il 21 maggio, i tre ufficiali medici del corpo di guardia contarono 70 nuovi cadaveri, isolando i primi cinque casi di cannibalismo. Nel corso di giugno, 50 deportati vennero arrestati con l'accusa di essere cannibali. Eccezion fatta per 157 soggetti impossibilitati a muoversi per questioni di salute, i superstiti (2.856 in tutto) vennero trasferiti in altri insediamenti lungo la Nazina. Diverse centinaia di persone morirono durante il trasferimento. I superstiti, sempre sprovvisti di mezzi ed ora afflitti da una epidemia di tifo, rifiutarono di lavorare nel nuovo sito.
In luglio, le autorità sovietiche fecero erigere a personale non-deportato nuovi insediamenti nella regione ma solo 250 dei coloni di Nazino vi vennero trasferiti. I nuovi siti accolsero il nuovo invio di 4.200 deportati da Tomsk.
Stando al rapporto di Veličko a Stalin, il 2 agosto 1933 solo 2.200 persone rimanevano delle 6.700 arrivate a Tomsk. Nell'ottobre successivo, la commissione incaricata di valutare il rapporto Veličko concluse che dei superstiti, solo 200-300 erano ancora atti al lavoro.

## La riscoperta
Nel 1988, al tempo della glasnost', dettagli sull'affare Nazino vennero resi disponibili al pubblico grazie all'associazione Memorial.